# خلیج هاکاتا

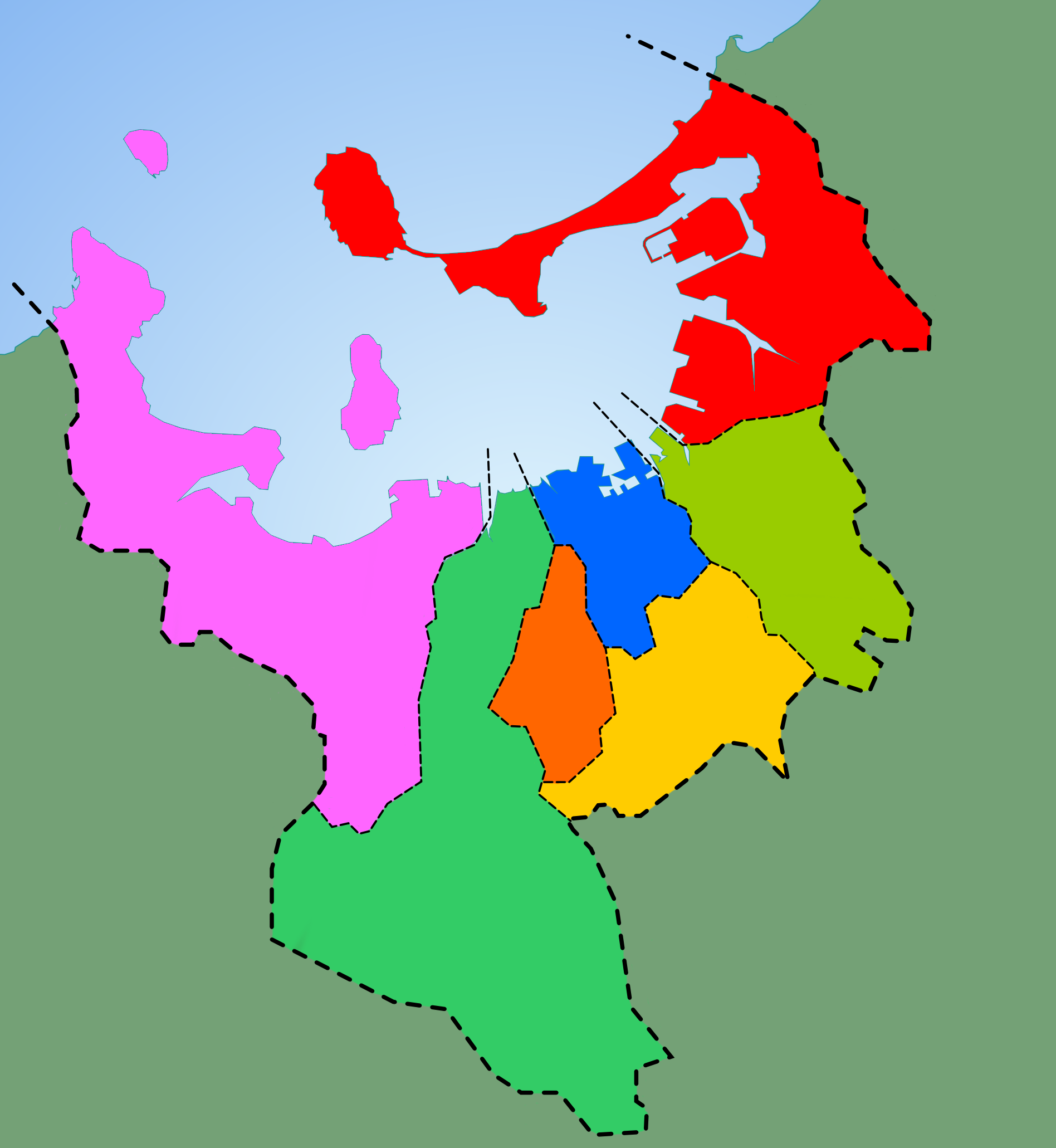
شهر فوکوئوکا در کنارهٔ خلیج هاکاتا رنگ‌ها نشاندهنده بخش های مختلف این شهر هستند.

خلیج هاکاتا (به ژاپنی: 博多湾 Hakatawan) خلیجی است که در شمال غربی استان فوکوئوکا قرار گرفته‌است. این خلیج از مشرق به مغرب ۲۰ کیلومتر و از شمال به جنوب ۱۰ کیلومتر طول دارد و مساحت آن در حدود ۱۳۳٫۳ کیلومتر مربع است. این خلیج دو بار در سال‌های ۱۲۷۴ و ۱۲۸۱ صحنه نبرد نیروهای ژاپنی با نیروهای مهاجم مغول در جنگ گنکو بوده‌است.